# Reinhard Hickel
Reinhard Hickel (* 16. Februar 1955 in Marktrodach) ist ein deutscher Zahnmediziner, Mediziner, Hochschullehrer. Er war von 2015 bis 2021 Dekan der Medizinischen Fakultät der Ludwig-Maximilians-Universität. Seit 2023 ist er im Ruhestand.

## Karriere
Hickel studierte von 1975 bis 1980 Zahnmedizin an der Friedrich-Alexander-Universität Erlangen-Nürnberg und promovierte ein Jahr später. Danach war er bis 1986 Assistenzarzt an der Zahn-Mund-Kieferklinik des Universitätsklinikum Erlangen. Dann war er ein Jahr lang Oberarzt an der Klinik für Zahnerhaltung und Parodontologie der FAU Erlangen-Nürnberg, wo er 1988 auch seine Habilitation abschloss.
Bereits zwei Jahre später wurde er 1990 auf die Professur für Zahnmedizin am Universitätsklinikum Erlangen berufen. Schließlich wurde er 1992 Ordinarius und Direktor der Poliklinik für Zahnerhaltung, Parodontologie und Kinderzahnheilkunde (LMU Klinikum), womit er einer der jüngsten Professoren der Zahnmedizin war. Von 1996 bis 1999 war er zudem Stellvertretender Ärztlicher Direktor des Klinikum-Campus Innenstadt der LMU und von 2013 bis 2015 in selber Funktion des LMU Klinikums. Er plante den Umbau der Zahnmedizinischen Fakultät und begleitete denselben von 2002 bis 2007. Im Jahr 2012 eröffnete er auf 250 m² eine Ambulanz für mehrfach behinderte Patienten. Im Jahr 2015 wurde er Dekan der Medizinischen Fakultät der LMU und war von 2021 bis zu seinem Ruhestand 2023 stellvertretender Dekan. Im selben Jahr erhielt das Verdienstkreuz am Bande, weil er den „Grundstein für Vorschläge und Konzepte für ein zeitgemäßes zahnmedizinisches Studium gelegt [und weil er sich] herausragende Verdienste um die Wissenschaft erworben“ habe.
Gelegentlich wird er von der Presse als Experte zur Zahnmedizin befragt.

## Forschung
Sein Forschungsschwerpunkt lag auf Verfahren der Minimal-invasiven Zahnheilkunde, wo er neue Materialien erforschte. Er untersuchte auch restaurative Materialien und forschte zu den Nebenwirkungen von Amalgam. Er entwickelte einen Index für klinische Untersuchungen von Restaurationen, der von der World Dental Federation als Standard weltweit anerkannt ist.

## Auszeichnungen
- 1988: Preis der Deutsche Gesellschaft für Zahnerhaltung (DGZ)
- 1990: Preis der Bayerischen Landeszahnärztekammer
- 2004: Walkhoff-Medaille der DGZ
- 2010: Ehrenmedaille der Deutsche Gesellschaft für Zahn-, Mund- und Kieferheilkunde (DGZMK)
- 2012: „Hollenback Memorial Prize“ der Academy of Operative Dentistry
- 2013: „Ryge-Mahler-Award“ der International Association for Dental Research
- 2014: Mitgliedschaft in der Leopoldina
- 2017: Honorarprofessor an der Chinesischen Universität Hongkong
- 2019: Award of Excellence der European Federation of Conservative Dentistry
- 2021: Goldene Ehrennadel der Bundesärztekammer[1]
- 2023: Verdienstordkreuz am Bande[7][12]

## Werke (Auswahl)
Er verfasste 600 Publikationen, fünf Bücher und 25 Buchkapitel.
- Über den Nachweis neuronaler Verbindungen im Gehirn der Katze mit Hilfe von Meerrettichperoxydase. 1981 (Dissertation).
- Mit Karl-Heinz Kunzelmann: Keramikinlays und Veneers. Hanser, München 1997, ISBN 3-446-17202-5.
- Adhesive technology. theoretical and practical guidelines. 3M ESPE, Seefeld 2001, ISBN 3-00-008488-6.